# Torresta
Torresta is een plaats in de gemeente Håbo in het landschap Uppland en de provincie Uppsala län in Zweden. De plaats heeft 105 inwoners (2005) en een oppervlakte van 14 hectare.